# USS Milius (DDG-69)
El USS Milius (DDG-69) es un destructor de la clase Arleigh Burke en servicio con la Armada de los Estados Unidos. Fue puesto en gradas en 1994, botado en 1995 y asignado en 1996.

## Construcción
Fue su constructor el Ingalls Shipbuilding, siendo colocada su quilla el 8 de agosto de 1994, botado el 1 de agosto de 1995 y asignado el 23 de noviembre de 1996. Fue bautizado USS Milius en honor al capitán Paul L. Milius, aviador naval desaparecido en 1968 durante la guerra de Vietnam.

## Historia de servicio

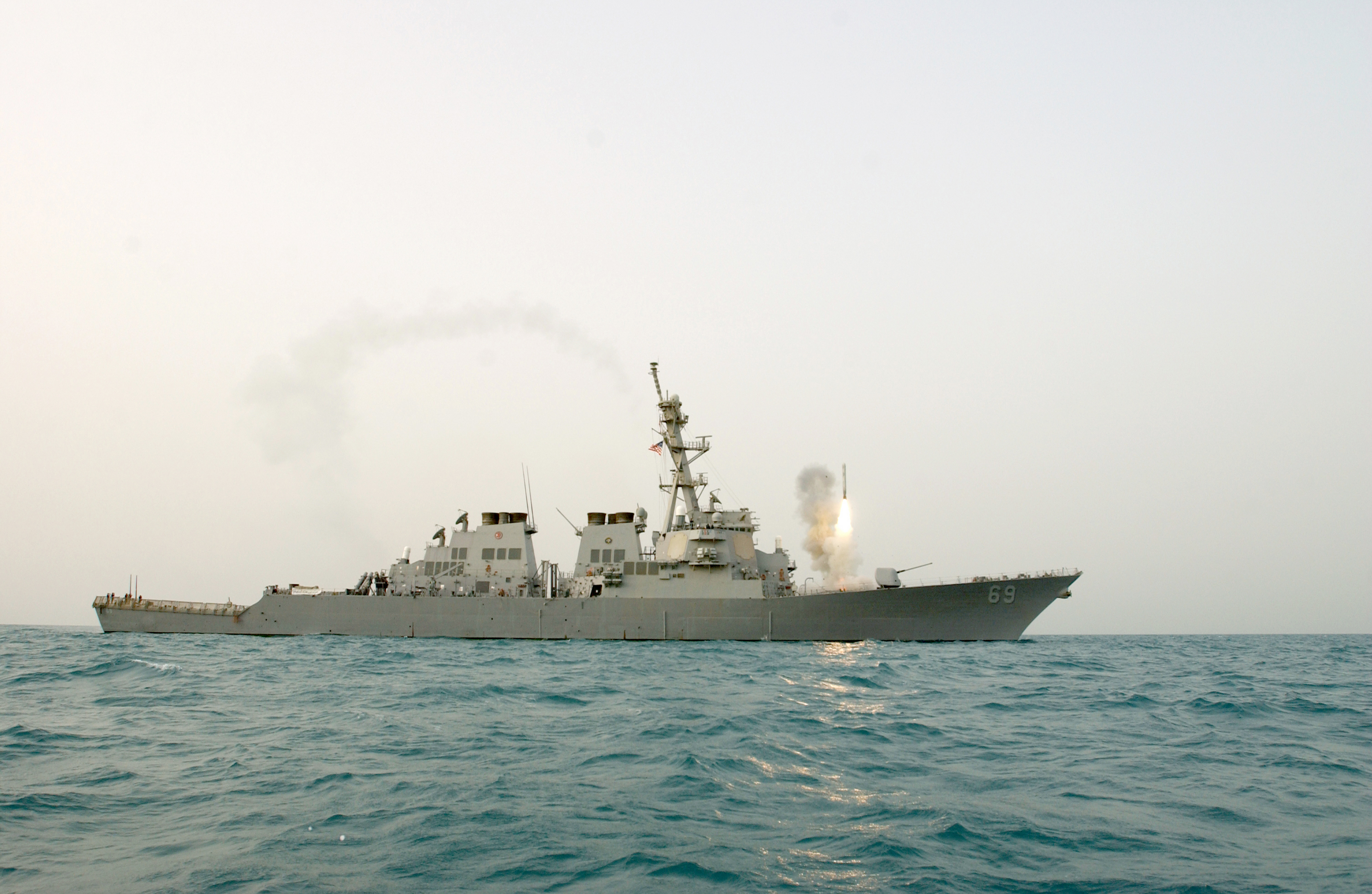
El USS Milius (DDG-69) disparando un misil Tomahawk en 2003, al inicio de la guerra de Irak.

Fue comisionado en el Ingalls Shipbuilding en 1996. En 2001 desplegó, como parte del grupo de batalla del USS Constellation, en apoyo a la Operación Southern Watch y Enduring Freedom.
En 2003 fue parte de la Operación Iraqi Freedom y disparó misiles Tomahawk a Irak junto a otros destructores y cruceros.